# القمر الكبرى
القمر الكبرى :(نكازيجا بلغة الشيقمر) كبرى الجزر في أرخبيل القمر. القمر الكبرى تنتمي إلى دولة جزر القمر وتحتوي على العاصمة موروني.

## الجغرافيا
تحتوي الجزيرة على عدة شواطئ لكنها تعاني من سرقة الرمل والصيد الجائر. لحسن الحظ تم وضع خطة في التسعينيات للتحسيس للحفاظ على الحميلة البيئية للجزيرة. لكن المعروف أن تلك التربة سيئة لأنها شديدة الملوحة ورغم ذلك تستعمل في البناء.
تحتوي القمر الكبرى أيضاً على جرف قاري كبير وقليل المياه يضر تطور الفلاحة. ولمعالجة هذه الظاهرة يتم استقطاب المياه الجوفية بواسطة المساعدات الممنوحة رغم شحها.
أعلى نقطة في الجزيرة هو جبل القرطالة دي ال 2500 متر وهو في الأصل بركان من النوع الدرعي. عرف البركان آخر انتفاضاته في 2005 و2006 وهو يغطي 3/2 من مساحة الجزيرة.

## التاريخ
- أول الوثائق عن الجزيرة تعود لسنة 1500 وهي مكتوبة بالعربية. تكونت في القمر الكبرى السابق من عدة سلطنات هي : سلطنة بامبوا واتساندرا ومتساميولي وبجيني وهمبو ووشيلي وهماهام ومبود وهاماهفو ومباكو ولادومب. كان السلطان يلقب ب مفوم وجمعها وافوم. هده الفترة سميت بحقبة  السلاطنة المقاتلين.
- لم تتوحّد القمر الكبرى إلا على يد السلطان سيدي علي بن سعيد عمر بعد اتفاق بامبوا في سنة 1886. في 24 يونيو 1886 يقبل السلطان بالتوقيع على معاهدة الحماية الفرنسية وينفى إلى مدينة في شمال مدغشقر في 19 شتنبر 1893 وإلى لا ريونيون في 1897. خلال الحماية تتبع القمر إلى حكام جزيرة الموت. أولهم لورنت هامبلو أشهر فرنسي في الجزيرة. بعد عشر سنوات في 1897 تعزله السلطات الفرنسية عن منصبه للشطط في استعمال السلطة لكنه بقي يتحكم في القمر حيث يملك ثلثي جزر القمر ويعمل لديث غالبية سكانها.
- مند 1911 يتم إلحاق الجزيرة إلى فرنسا كجزء منها وتصبح تابعة إداريا لمدغشقر. في 1946 تصبح الجزر تابعة إلى مدغشقر بعد استقلال الأخيرة. وفي 9 يوليوز 1975 تتشكل الجمهورية الفدرالية الإسلامية القمرية والقمر الكبرى هي جزء منها. في 7 يونيو 2002 تشكل الجزر ما يسمى الآن جزر القمر.

## السياسة
المجمع التشريعي لجزيرة القمر الكبرى ذاتية الحكم به 20 نائبا وتم انتخابه في 21 مارس 2004. أربعة عشر نائبا ينتمون إلى فريق مزي عبدو سولي وستة إلى فريق غزالي عثماني. في 2007 انتخب محمد عبد الوهاب ضد سعيد لاريفو.

## الاقتصاد
تعتبر جزيرة القمر الكبرى أحسن منطقة اقتصادية في الاتحاد. أهم منتج في الجزيرة هو زراعة الفانيلا. تعاني فلاحة الجزيرة من نقص في كمية المياه لأن الصخور البرمانية لا تحتفظ بالمياه داخلها وكذا انجراف التربة وقلة إنتاج الفواكه والخضر. ومن جهة فإن الأنظمة الغدائية تعتمد على استهلاك الأرز والبطاطس ودقيق القمح.
بما أن شواطئ الجزيرة بها رمل أبيض فإنها أكبر وجهة سياحية في البلد.

## أماكن سياحية
* البحيرة المالحة

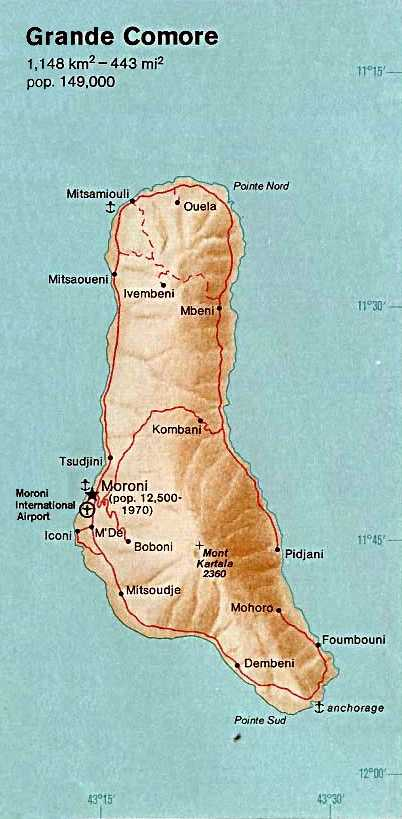
خارطة الجزيرة.

- كرتالا البركان المرتفع ب 2361 متر هو أعلى نقطة في الجزيرة. آخر انتفاضة له كانت في 24 نونبر 2005 وأخرى كانت في أبريل 2005.
- مسجد الجمعة بموروني.
- متحف CNRDS بموروني
- شواطئ الرمل الأبيض بشوموني وشندني وحفرة الرسول التي تقع في الشمال.

القمر الكبرى هي أكبر جزر القمر